# Шкадышек, Михаил Фёдорович
Михаил Фёдорович Шкадышек (7 ноября 1868 — ?; после 1922) — полковник Российской императорской армии. Участник и Первой мировой и Гражданской войн. Кавалер ордена Святого Георгия 4-й степени и  Георгиевского оружия. После Октябрьской революции присоединился к Белому движению.

## Биография
Михаил Фёдорович Шкадышек родился 7 ноября 1868 года. По вероисповеданию был православным. В 1886 году окончил 1-й Московский кадетский корпус, после чего 1 сентября того же года вступил на службу в Российскую императорскую армию. В 1888 году окончил 3-е военное Александровское училище, из которого был направлен в 5-ю пешую батарею Ковенской крепостной артиллерии. В чин подпоручика был произведён со старшинством с 7 августа 1887 года, в чин поручика со старшинством с 7 августа 1891 года, в чин штабс-капитана со старшинством с 28 июля 1896 года, в чин капитана со старшинством с 28 июля 1900 года, в чин подполковника со старшинством с 13 июля 1905 года. С 13 июля 1905 года занимал должность командира 2-й батареи 4-го стрелкового артиллерийского дивизиона.
Принимал участие Первой мировой войне. 11 ноября 1914 года был назначен на должность командующего 4-м стрелковым артиллерийском дивизионом. По состоянию на 18 апреля 1915 года занимал ту же должность. 18 апреля 1915 года «за отличия в делах» со старшинством с 30 августа 1914 года и был утверждён в должности командира 4-го стрелкового артиллерийского дивизиона. На 14 октября 1915 года служил в том же чине и на той же должности. 27 января 1916 года назначен командиром 1-го дивизиона 4-й стрелковой артиллерийской бригады. По состоянию на 1 августа и 14 октября 1916 года служил в том же чине и на той же должности.
После Октябрьской революции присоединился к Белому движению. К 1922 году находился в эмиграции.

## Награды
Михаил Фёлорович Шкадышек был удостоен следующих наград:
- Орден Святого Георгия 4-й степени (Высочайший приказ от 13 января 1915)
— «за то, что в бою 12 авг. 1914 г., заняв с двумя батареями дивизиона позиции в 300 саженях от леса, через который наступал противник, несмотря на ружейный и пулеметный огонь и потери в батареях, с полным хладнокровием руководил огнем батарей, обстреливавших опушку леса, чем способствовал успеху нашей пехоты»;
- Георгиевское оружие (Высочайший приказ от 24 февраля 1915)
— «за то, что в боях 26 и 27 авг. 1914 г. лично руководил огнем батарей дивизиона с наблюдательного пункта, находившегося среди горящих построек и сильного огня; батареи с успехом состязались с неприятелем, затушив австрийские батареи, и зажгли пункты скопления неприятельских резервов — д. Якимчица и Гуловице»;
- Орден Святого Владимира 3-й степени с мечами (Высочайший приказ от 14 октября 1915);
- Орден Святого Владимира 4-й степени (1905);
- Орден Святой Анны 3-й степени (дата награждения орденом неизвестна); мечи и бант к ордену (утверждены Высочайшим приказом от 2 марта 1916);
- Орден Святого Станислава 2-й степени (1903);
- Высочайшее благоволение (Высочайший приказ от 14 октября 1916)
— «за отличия в делах против неприятеля».